# Mjölby (stad)
Mjölby is de hoofdstad in de gemeente Mjölby in het landschap Östergötland en de provincie Östergötlands län in Zweden. De plaats heeft 11927 inwoners (2005) en een oppervlakte van 832 hectare.

## Verkeer en vervoer
Bij de plaats lopen de E4, Riksväg 32 en Riksväg 50.
De stad heeft een station op de spoorlijnen Katrineholm - Nässjö, Krylbo - Mjölby en Godsstråket genom Bergslagen.